# Aleksander Zelwerowicz

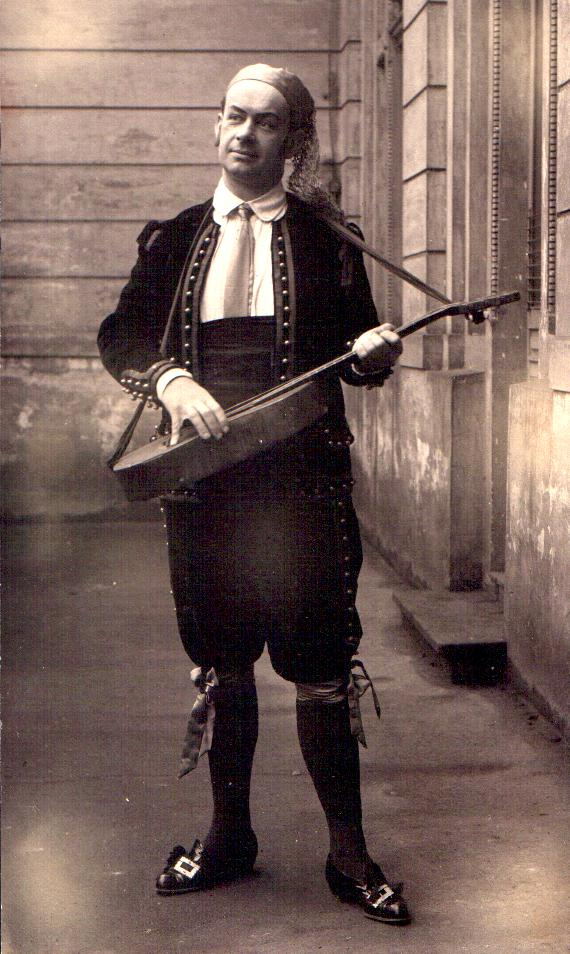
Alexandre Zelwerowicz dans le rôle de Figaro de Beaumarchais au Théâtre Juliusz Słowacki de Cracovie en 1917.

Aleksander Zelwerowicz, né le 14 août 1877 à Lublin et mort le 18 juin 1955  à Varsovie, est un acteur, metteur en scène, directeur de théâtre et pédagogue polonais. Il est l'un des plus grands acteurs et metteur en scène dans l'histoire du théâtre polonais. Il est également fondateur de la pédagogie théâtrale en Pologne.

## Biographie
Aleksander Zelwerowicz est fils d'un médecin, participant à l'insurrection polonaise de 1863 et déporté en Sibérie. Après son retour d'exil, le père d'Aleksander travailla comme huissier de justice. Après la mort de son père, Zelwerowicz et sa mère déménagent à Varsovie. En 1886, Zelwerowicz suit l'enseignement classique dans un lycée russe de Varsovie mais il rate les examens et en 1890, il doit quitter l'école. On l'expulse également d'une autre école pour avoir fréquenté des théâtres de jardin, une «pratique» strictement interdite  aux étudiants à cette époque. Il continue l'éducation à Orlo.
Après avoir suivi des cours de diction et de déclamation, Aleksander Zelwerowicz s'inscrit en 1896 à l'Ecole de commerce de Leopold Kronenberg de Varsovie et la même année il fait ses débuts au théâtre avec la troupe de Michał Wołowski en jouant dans La comédie des erreurs de Shakespeare. En 1899, il part étudier à Genève la littérature et des sciences sociales. De retour en Pologne pour les vacances en 1900, il ne revient plus à l'université mais se produit sur les scènes à Łódź. Remarqué, il reçoit des propositions de la part d'Edmund Rygier et Tadeusz Pawlikowski mais c'est le Théâtre Municipal à Cracovie dirigé alors par Józef Kotarbiński qu' il choisit. De 1901 à 1908, il y joue, entre autres, sous la direction de Stanisław Wyspiański. C'est à Cracovie également qu'il commence à mettre en scène. En 1906, Ludwik Solski, l'engage officiellement dans ce rôle. 
Zelwerowicz s’intéresse aux réalisations du Théâtre d'art de Constantin Stanislavski à Moscou. Il correspond avec Stanisławski et regarde jouer son groupe en 1906 lors des représentations à Varsovie. En 1910, il se rend à Moscou pour examiner de près le travail du réformateur russe. Plus tard, il transmettra ses connaissances à ses élèves, mais il n'enseignera jamais la méthode naturaliste de Stanisławski développée dans MChAT. Zelwerowicz est partisan d'une certaine convention dans le jeu. Il se rapproche également de Nicolas Evreïnoff et Evgueni Vakhtangov et s'intéresse à la scène allemande, principalement aux réalisations de Max Reinhardt.
Au cours de sa carrière Aleksander Zelwerowicz a joué près de 900 rôles.
Il est directeur des théâtres de Łódź et de Wilno. En 1912, Arnold Szyfman l'engage comme directeur artistique dans son nouveau Théâtre national de Varsovie. Il se produit à Poznań, Wilno, et Lublin, ainsi qu'à l'étranger, notamment à Riga et à Prague. 
En 1932, il fonde avec son confrère et homme de lettres Leon Schiller, l'Institut national d'art dramatique de Varsovie dont il est directeur dans les années 1932–1936 et après la guerre.

En 1940, harcelé par l'occupant allemand il quitte Varsovie. À partir de février 1941, il travaille à la Maison des invalides de la Croix-Rouge polonaise à Oryszewo. Cependant, il vient régulièrement à Varsovie et envoie de la nourriture et de l'argent à sa fille Lena Zelwerowicz (de son vrai nom Helena Zelwerowicz-Orchoń) qui cache des Juifs dans leur maison, y compris un militant du Bund et président du Conseil d'aide aux juifs Żegota Leon Feiner. À partir d'octobre 1944, Zelwerowicz cache aussi Maria Nudel. Il lui fournit une cachette jusqu'à la fin de la guerre. En 1949, il est délégué du Conseil national des défenseurs de la paix au Congrès des défenseurs de la paix à Paris.

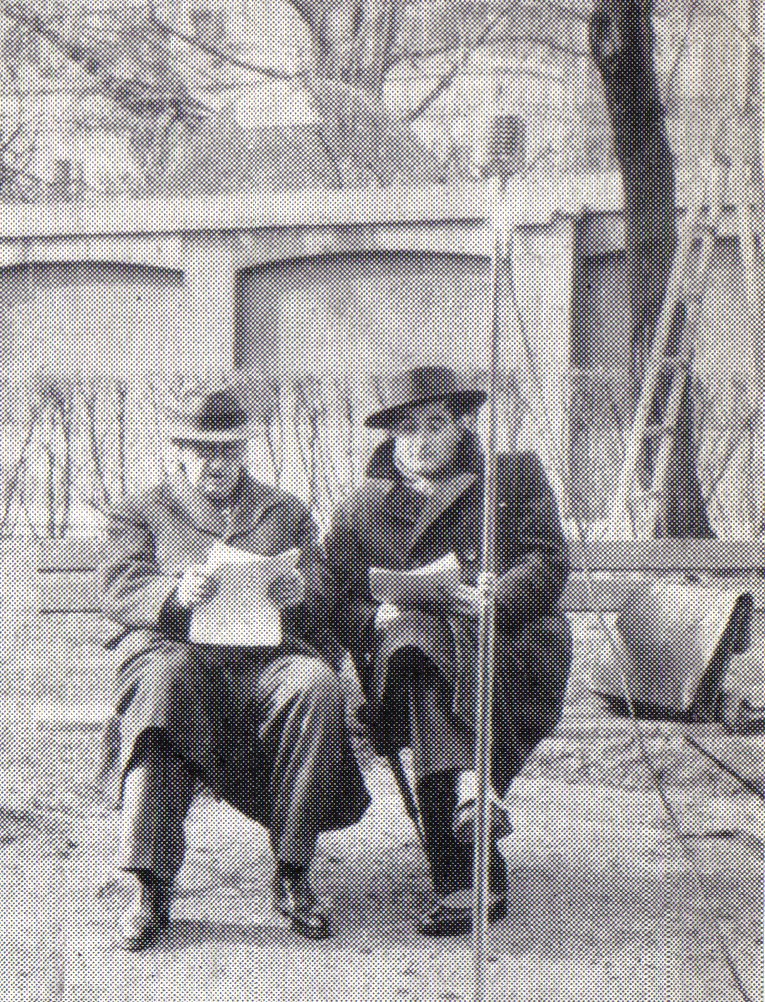
Aleksander Zelwerowicz (à gauche) avec Jan Kreczmar.

Après la guerre il réactive avec Leon Schiller l'Institut national d'art dramatique à Lodz. En 1949, l'institut se réinstalle à Varsovie et prend le nom d'Académie de théâtre de Varsovie. Zelwerowicz et Schiller sont écartés de la direction et c'est le comédien Jan Kreczmar qui devient recteur à leur place. 
Après sa mort en 1955, l'École nationale de théâtre de Varsovie est rebaptisée École nationale de théâtre Alexandre Zelwerowicz.
En 1977, il reçoit à titre posthume la médaille des Justes parmi les Nations accordée aux sauveteurs de l'Holocauste par les autorités israéliennes du Mémorial de Yad Vashem.
Depuis 1985, le journal Teatr décerne chaque année le Prix Aleksander Zelwerowicz de la meilleure actrice et du meilleur acteur de la saison.

## Récompenses et distinctions
- Décoré dans l'Ordre de la Bannière du Travail
- Croix d'Officier dans l'Ordre Polonia Restituta
- Croix du Mérite polonais
- Palmes (pl) d'or de l'Académie polonaise de littérature